# Чёрный шлях

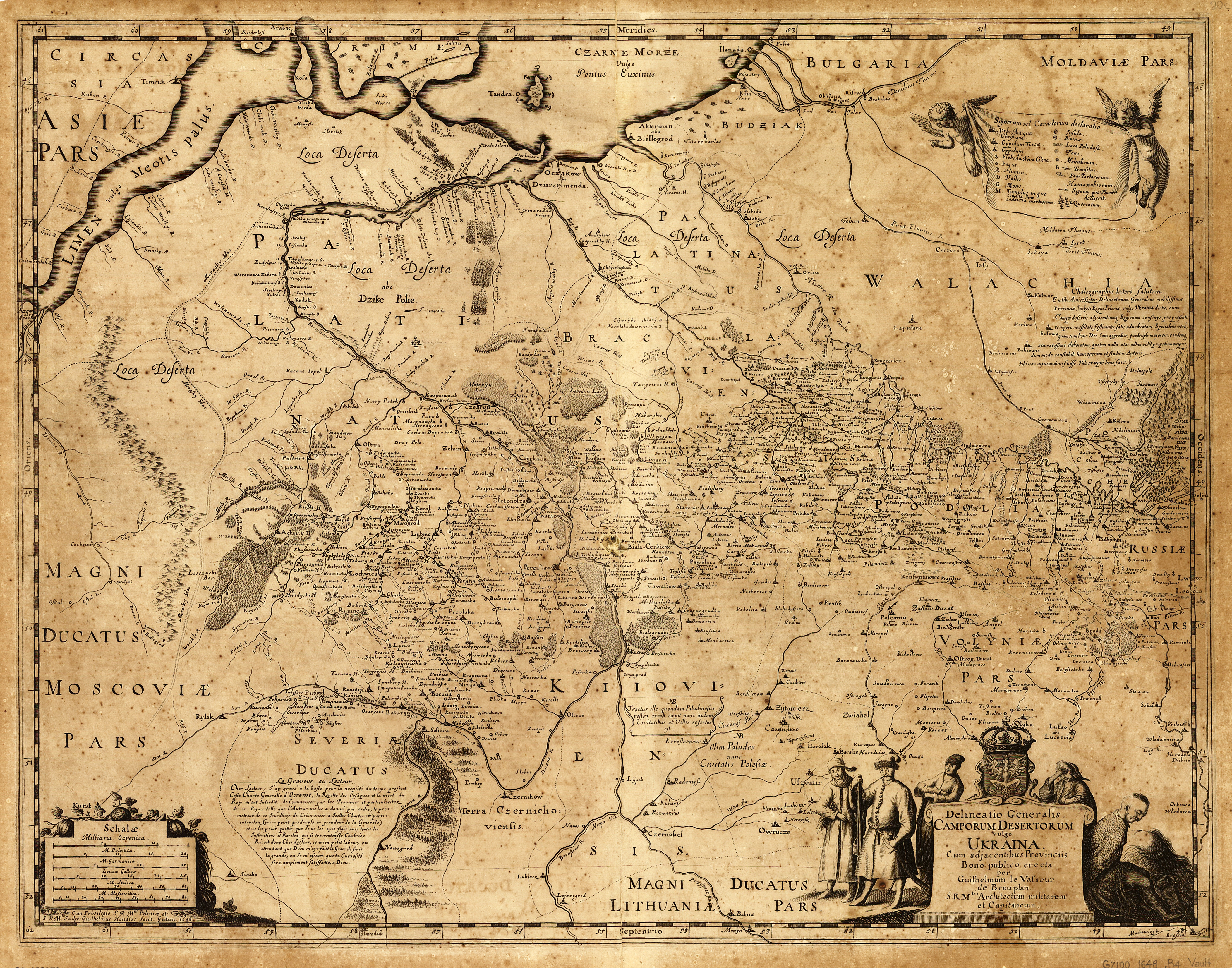
Гийом Левассер де Боплан, французский инженер и картограф, карта (план) «Общий план Диких полей, проще говоря Украины», («Delineatio Generalis Camporum Desertorum vulgo Ukraina»), 1648 год, вверху по центру Чёрный шлях — Czarny Szlak, внимание, на данной карте юг вверху, а север внизу).

Чёрный шлях, Чёрный Шлях — историческое название дороги (сакмы, пути), связывающей Крым с Правобережьем Днепра. 
Путь использовался для торговли, передвижения людей и скота. По Чёрному шляху буджакские, перекопские и крымские татары обыкновенно делали свои набеги (нападения) за добычей (рабами, скотом, и так далее) на Волынь, Подолье, Запорожье и так далее. Есть основания предполагать, что дорога (сухой путь) существовала ещё во времена Киевской Руси. В зарубежных источниках того периода путь (шлях) назывался — Czarny Szlak или Via Nigra. Есть сведения что он использовался до XVIII века, а после исчезновения Крымского ханства, в конце XVIII века, Чёрный шлях и его ответвления, под именем «Чумацкий шлях», использовались для доставки соли (и других товаров) населению России. Часть Чёрного шляха, проходившая по Дикому Полю, являлась одной из немногочисленных транспортных артерий на его пространстве.

## Маршрут
… Захватив в 1240 г. Средний и Нижний Днепр, монголы изгнали русичей в леса, обратив весь край в кочевья. Его правобережную часть пересек широкий Черный шлях — дорога, пробитая и опустошенная туменами при походах в Европу. …— Иван Черников «Русские Украйны. Завоевания Великой Империи», Санкт-Петербург, 2008 год.
Путь начинался от перекопского перешейка, проходил через Запорожское пустое место и выходил к Чёрному лесу (верховья Ингульца, Ингула, Тясмина). После путь поворачивал на запад и разделялся на две части — северную и южную. От южной ветви почти сразу же отделялся идущий на юг Кучманский шлях, после чего она продолжалась в сторону Шполы, Тального, Умани, Дашева. Северная ветвь проходила вблизи Корсуня, Богуслава, Лысянки, Жашкова, Тетиева.
Обе ветви соединялись в районе Липовца (современная Винницкая область), после чего Чёрный шлях продолжался на запад через Сальницу по направлению к Хмельнику, Тернополю и Львову.

Несколько позже, в начале XVIII века на карте «Русских трактов» А. Русова находим в Александрийском уезде только один «Чёрный Шлях», связывавшийся с Бакаевым шляхом (шедшим с вершин р. Оки) и проходивший к Очакову. Эта дорога, перейдя р. Тясмин у Чигирина, захватывала северо-западный угол Александрийскаго уезда, шла мимо Чернаго леса и переходила в Елисаветградский уезд чрез Ингул, по всей вероятности, у Ингульской Каменки.— «Материалы для оценки земель Херсонской губернии.»

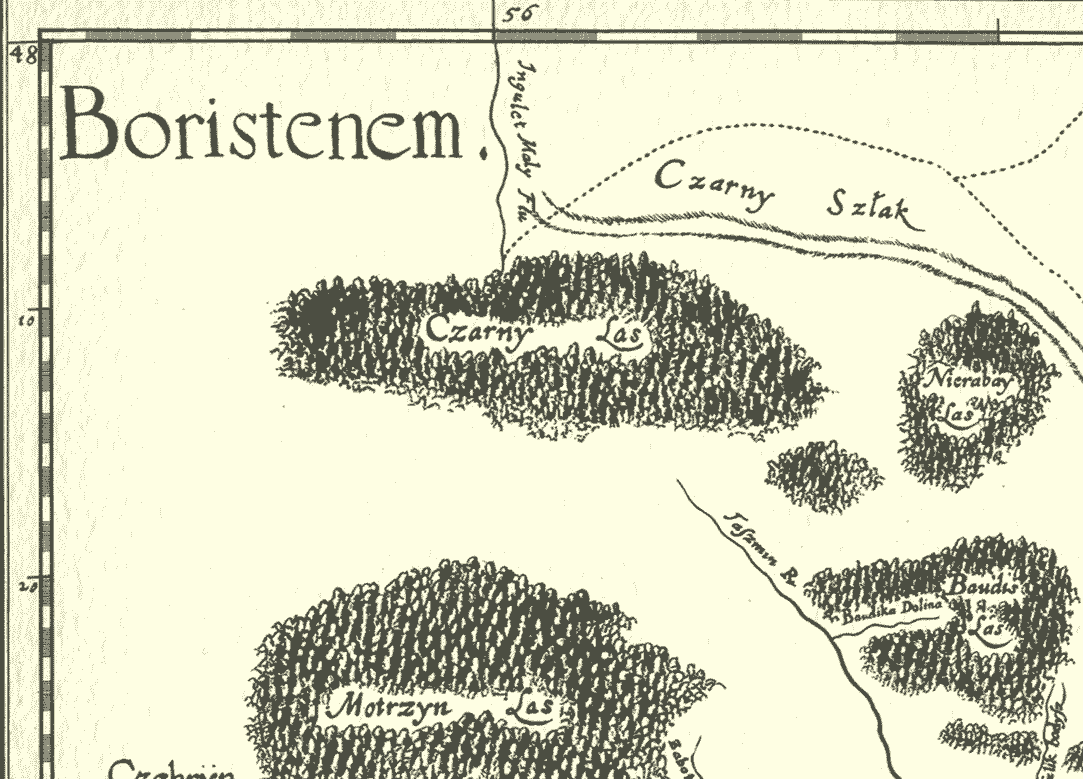
Отрезок (часть) Чёрного шляха — Czarny Szlak, а рядом Чёрный лес на фрагменте карты французского инженера де Боплана, 1650 год, на данной карте юг вверху.
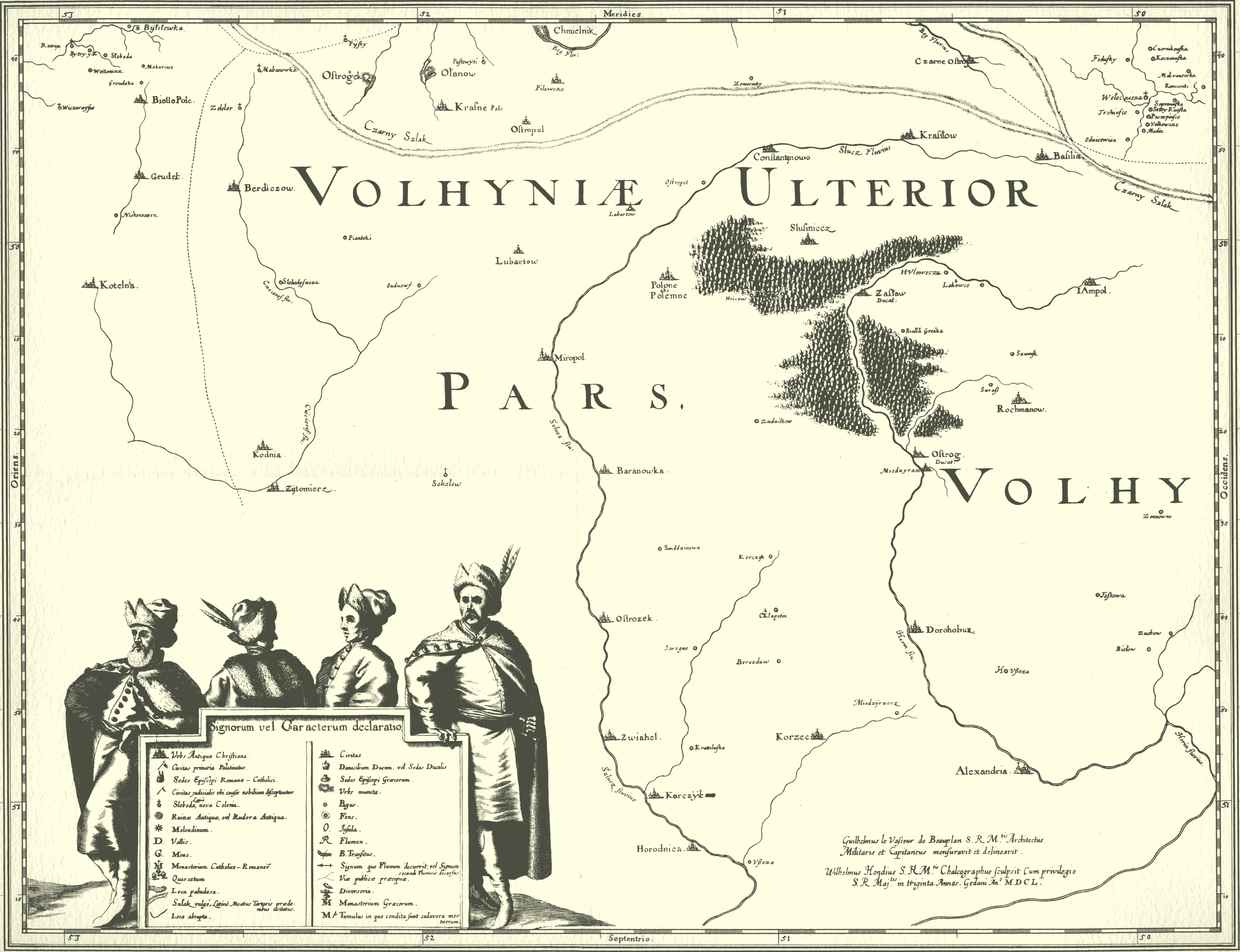
Вверху отрезок (часть) Чёрного шляха — Czarny Szlak, 1650 год.